# Cupha celebensis
Cupha celebensis är en fjärilsart som beskrevs av Hans Fruhstorfer 1899. Cupha celebensis ingår i släktet Cupha och familjen praktfjärilar. Inga underarter finns listade i Catalogue of Life.